# Vocikivți, Volociîsk
Vocikivți (în ucraineană Вочківці) este un sat în comuna Ojîhivți din raionul Volociîsk, regiunea Hmelnîțkîi, Ucraina.

## Demografie
Componența lingvistică a localității Vocikivți
     Ucraineană (97,84%)
     Rusă (1,73%)
     Alte limbi (0,22%)
Conform recensământului din 2001, majoritatea populației localității Vocikivți era vorbitoare de ucraineană (97,84%), existând în minoritate și vorbitori de rusă (1,73%).